# Olivier Strelli
 (avril 2012).
Olivier Strelli, de son vrai nom Nissim Israël, est un créateur de mode belge. Il est né en 1946 à Kinshasa, au Congo (RDC) où son père dirige une usine d’impression de tissus.

## Biographie
Après des études en d’ingénieur textile à Tournai (Belgique), suivies d’un post graduat à Londres, il revient en 1969 au Congo, devenu Zaïre, pour y parfaire sa formation à l’usine.
En 1974, il s’installe à Bruxelles et s’y lance dans le prêt-à-porter, avec l'ambition de faire accepter le port des couleurs aux « gens du nord », à une mentalité plutôt tournée vers le classique et s'attaque en premier le créneau masculin avec des chemises au style plutôt décontracté[Interprétation personnelle ?], quelques années plus tard, il y ouvre une première boutique, où il présente ses créations. Sa première collection complète est montrée à Paris en 1980. La Sabena avait notamment fait appel au créateur en 1989 et en 1999 pour créer l'uniforme de ses hôtesses de l'air.
Olivier Strelli habille plusieurs membres de la famille royale belge et est l'auteur du manteau jaune pâle que portait la reine Paola lors de la prestation de serment de son époux le roi Albert II le 9 août 1993.
En 2010, il redessine entièrement la gamme vestimentaire du personnel de la société nationale des chemins de fer belge SNCB. La principale originalité de cette tenue est la touche de couleur orange qui suggère l'envie de mobilité ainsi que de modernisation de la firme[Interprétation personnelle ?].
Il est l'oncle de John Stargasm, chanteur du groupe rock Ghinzu.
Olivier Strelli est le père de Mélissa Israël, présentatrice sur Télé-Bruxelles.